# سیارک ۲۶۲۶۹
سیارک ۲۶۲۶۹ (به انگلیسی: 26269 Marciaprill، نامگذاری:1998RG57)۲۶۲۶۹مین سیارک کشف شده‌است که در ۱۴ سپتامبر ۱۹۹۸ کشف شد.